# Élastance pulmonaire
L'élastance est une propriété du poumon lui permettant de revenir à son état initial après déformation. Elle définit le rapport entre la variation de pression et la variation de volume de la paroi, plus ou moins élastique. C'est l'inverse de la compliance pulmonaire.

## Référence
1. ↑  « Élastance - Définition », sur Journal des Femmes Santé (consulté le 23 octobre 2020).
2. ↑   http://www.aem2.org/wp-content/uploads/2011/05/2.1-ron%C3%A9o-app-resp-part-1-corrig%C3%A9.pdf